# Caryophyllia paucipalata
Espèce
Statut CITES
Caryophyllia paucipalata est une espèce de coraux appartenant à la famille des Caryophylliidae.